# Jan Karlsson (Ringer)
Jan Egon Karlsson (* 15. November 1945 in Trollhättan) ist ein ehemaliger schwedischer Ringer. Er war zweifacher Medaillengewinner bei den Olympischen Spielen 1972 in München und Europameister 1975 im freien Stil und im griechisch-römischen Stil im Weltergewicht.

## Werdegang
Jan Karlsson wuchs in Trollhättan auf und begann beim dortigen „Atletklubb“ mit dem Ringen. Er wurde in diesem Verein zu einem hervorragenden Ringer in beiden Stilarten, freier Stil u. griech.-röm. Stil, ausgebildet. Im Jahre 1965 wurde Jan zum ersten Mal schwedischer Meister im freien Stil. Insgesamt gewann Jan in seiner Laufbahn nicht weniger als 28 schwedische Meistertitel.
Jan, der Feuerwehrmann in Trollhättan war, begann im Jahre 1965 auch mit seiner internationalen Ringerkarriere. Bei der Weltmeisterschaft dieses Jahres im freien Stil in Manchester belegte er im Leichtgewicht den 10. Platz. Jan ließ aber schon im nächsten Jahr seine große Veranlagung erkennen, als er bei der Europameisterschaft in Karlsruhe im freien Stil im Leichtgewicht mit einem 4. Platz nur knapp eine Medaille verpasste. Er unterlag in diesem Turnier nur dem überragenden sowjetischen Meister Zarbeg Beriaschwili.
Seine erste Medaille bei einer internationalen Meisterschaft gewann Jan dann bei der Europameisterschaft 1967 in Istanbul im freien Stil im Leichtgewicht. Er brachte dort das Kunststück fertig  u. a. auch den erfahrenen bulgarischen Weltmeister Enju Valtschew-Dimow zu besiegen und nach einer Niederlage gegen Zarbeg Beriaschwili den 2. Platz zu belegen.
Auch 1968 gewann Jan bei der Europameisterschaft in Skoplje eine Medaille. Er gewann dort drei Kämpfe und unterlag gegen Juri Gusow aus der UdSSR und gegen Klaus Rost aus der Bundesrepublik Deutschland. Sehr enttäuschend verliefen für dann die Olympischen Spiele in Mexiko-Stadt, denn er unterlag in seinen ersten beiden Kämpfen gegen Enju Valtschew-Dimow und gegen Wayne Wells aus den USA jeweils nach Punkten und landete nur auf dem 17. Platz.
In den Jahren 1969 und 1970 gewann Jan aber bei den Europameisterschaften wieder zwei Medaillen. Erstmals gelang es ihm dabei 1969 in Modena eine Medaille im griech.-röm. Stil im Weltergewicht zu erringen, während er die Medaille 1970 im freien Stil erkämpfte und dabei auch über den bundesdeutschen Meister Adolf Seger siegte.
Ganz hervorragend schnitt Jan Karlsson bei den Olympischen Spielen 1972 in München ab. Er gewann zuerst im freien Stil im Weltergewicht die Silbermedaille. Er siegte dabei erneut über Adolf Seger, der mit dem aufrechten Ringstil von Jan Karlsson nie zurechtkam, verlor aber andererseits u. a. gegen Wolfgang Nitschke aus der DDR. Er verlor auch gegen den Bulgaren Jantscho Pawlow und kam deshalb nicht mehr zu einem Endkampf gegen den Amerikaner Wayne Wells, der die Goldmedaille gewann. Obwohl Jan Karsson im Freistilturnier sechs harte Kämpfe zu bestreiten hatte, startete er auch im griech.-röm. Turnier, erzielte vier Siege und schied nach einer Niederlage gegen Iwan Kolew aus Bulgarien im fünften Kampf mit dem Gewinn der Bronzemedaille aus dem Turnier.
Im Jahre 1973 bestätigte Jan die Erfolge von 1972, denn er gewann bei der Weltmeisterschaft in Teheran wieder Medaillen in beiden Stilarten. Im griech.-röm. Stil wurde er mit vier Siegen, einem Unentschieden und einer Niederlage gegen Iwan Kolew Vize-Weltmeister und im freien Stil reichte es für ihn zum Gewinn der Bronzemedaille.
Das Jahr 1974 verlief für Jan Karlsson weniger erfolgreich. Er konnte bei den Welt- bzw. Europameisterschaften keine Medaillen erringen. Umso sensationeller war sein Sieg bei der Europameisterschaft 1975 in Ludwigshafen am Rhein im griechisch-römischen Stil im Weltergewicht. Er blieb in sieben Kämpfen erfolgreich und besiegte mit Iwan Kolew, Vítězslav Mácha aus der ČSSR und Klaus-Peter Göpfert aus der DDR Weltklasseathleten.
Nach diesem grandiosen Erfolg rang Jan noch bei einigen weiteren internationalen Meisterschaften, einschließlich der Olympischen Spiele 1976 in Montreal, er konnte aber keine so großen Erfolge mehr erzielen und platzierte sich zwischen den Rängen 7 und 10.
Interessant sind die Ergebnisse der Kämpfe von Jan Karlsson gegen deutsche Gegner bei diesen Meisterschaften erzielte. Gegen Adolf Seger rang er dreimal und gewann alle drei Kämpfe, gegen Wolfgang Nitschke aus Leipzig verlor er beide Kämpfe, die er gegen ihn bestritt und auch gegen Fred Hempel erging es ihm so. Gegen Klaus-Peter Göpfert aus Zella-Mehlis gewann Jan zwei Kämpfe und verlor einen. Gegen Klaus Rost aus Witten bestritt er einen Kampf, den er verlor.
Seit Beendigung seiner internationalen Ringerlaufbahn nach den Olympischen Spielen 1976 ist Jan Karlsson als Ringertrainer tätig. Zur Zeit trainiert der den Ringerclub „BK Snar“ Boden.

## Internationale Erfolge
(OS = Olympische Spiele, WM = Weltmeisterschaft, EM = Europameisterschaft, F = freier Stil, GR = griech.-röm. Stil, Le = Leichtgewicht, We = Weltergewicht, damals bis 70 kg bzw. 74 kg Körpergewicht)
- 1965, 10. Platz, WM in Manchester, F, Le, mit Siegen über Erkki Penttilä, Finnland, und Kenneth Stephenson, Großbritannien, und Niederlagen gegen Zarbeg Beriaschwili, UdSSR, und Petre Poalelungi, Rumänien;
- 1966, 4. Platz, EM in Karlsruhe, F, Le, mit Siegen über Roland Vermeersch, Belgien, und Klaus Sachs, Österreich, Unentschieden gegen Petre Poalelungi und Stojan Bimbalow, Bulgarien, und einer Niederlage gegen Zarbeg Beriaschwili;
- 1966, 9. Platz, WM in Toledo/USA, F, Le, mit einem Sieg über Alfred Friedrich, Schweiz, und Niederlagen gegen Iwao Horiuchi, Japan, und Seyit Ahmet Ağralı, Türkei;
- 1967, 2. Platz, EM in Istanbul, F, Le, mit Siegen über Ibrahim Yonuzi, Türkei, Andre Chardonnes, Schweiz, Hirshfield, Großbritannien, und Enju Valtschew-Dimow, Bulgarien, und einer Niederlage gegen Zarbeg Beriaschwili;
- 1967, 7. Platz, WM in New Delhi, F, Le, ömit Siegen über Guy Marchand, Frankreich u. Chang Ho-Sung, Südkorea, und Niederlagen gegen Enju Valtschew-Dimow und Zarbeg Beriaschwili;
- 1968, 1. Platz, Turnier in Zakopane, F, Le, vor Marinow, Bulgarien, und Dasal, Polen;
- 1968, 3. Platz, EM in Skoplje, F, Lem mit Siegen über Marian Jaros, Tschechoslowakei, Stefanow Ioannidis, Griechenland, und Karoly Buzas, Ungarn, und Niederlagen gegen Juri Gusow, UdSSR, und Klaus Rost, BRD;
- 1968, 17. Platz, OS in Mexiko-Stadt, F, Le, nach Niederlagen gegen Enju Valtschew-Dimow und Wayne Wells, USA;
- 1969, 3. Platz, EM in Modena, GR, We, mit Siegen über Alfred Friedrich und Sırrı Acar, Türkei, und Niederlagen gegen Vítězslav Mácha, Tschechoslowakei, und Eero Tapio, Finnland;
- 1969, 11. Platz, EM in Sofia, F, We, nach Niederlagen gegen Wolfgang Nitschke, DDR, und Angel Sotirow, Bulgarien;
- 1970, 1. Platz, Turnier in Genua, F, We, vor Adolf Seger, BRD, und Robert Blaser, Schweiz;
- 1970, 2. Platz, EM in Berlin, F, We, mit Siegen über George Carbasse, Frankreich, Adolf Seger und Pawel Gawrysiak, Polen, und Niederlagen gegen Mehmet Uzun, Türkei, und Zarbeg Beriaschwili;
- 1971, 1. Platz, Turnier in Klippan/Schweden, GR, We, vor Werner Schröter, BRD, und Imants Klintsons, UdSSR;
- 1972, 4. Platz, Turnier in Clermont-Ferrand, F, We, hinter Kasim Halilow, UdSSR, Daniel Robin, Frankreich, und Vojislav Tabacki, Jugoslawien, und vor Collignon, Frankreich;
- 1972, 1. Platz, Turnier in Växjö, F, We, vor Adolf Seger und Josef Völc, Tschechoslowakei;
- 1972, 4. Platz, EM in Kattowitz, GR, We, mit Siegen über Boris Butrakow, Bulgarien, Victor Prentu, Rumänien, Angel Balanco, Spanien, und Miklós Hegedűs, Ungarn, und einer Niederlage gegen Kasim Halilow;
- 1972, 3. Platz, „Werner-Seelenbinder“-Turnier in Zella-Mehlis, GR, We, hinter Klaus Pohl, DDR, und Iwan Kolew, Bulgarien, und vor Surdyn, Polen;
- 1972, Silbermedaille, OS in München, F, We, mit Siegen über Shakar Shakar Khan, Afghanistan, Muhamad Yoghoub, Pakistan, Miroslaw Musil, Tschechoslowakei, und Adolf Seger, und Niederlagen gegen Wolfgang Nitschke und Jantscho Pawlow, Bulgarien;
- 1972, Bronzemedaille, OS in München, GR, We, mit Siegen über Marcel Vlad, Rumänien, Gary Neist, USA, Momir Kecman, Jugoslawien, und Stanisław Krzesiński, Polen, und einer Niederlage gegen Iwan Kolew;
- 1973, 1. Platz, Nordische Meisterschaft, GR, We, vor Määttää, Finnland, und Nordie, Norwegen;
- 1973, 2. Platz, WM in Teheran, GR, We, mit Siegen über Carlos Curbelo, Spanien, Abdul Rahim Ali Tannehill, USA, Klaus-Peter Göpfert, DDR, und Adrian Florin Popa, Rumänien, einem Unentschieden gegen Heikki Juhmala, Finnland, und einer Niederlage gegen Iwan Kolew;
- 1973, 3. Platz, WM in Teheran, F, We, mit Siegen über Kolton, Israel, Anthony Shacklady, Großbritannien, und Fahri Yenigün, Türkei, einem Unentschieden gegen Jantscho Pawlow und Niederlagen gegen Mansour Barzegar, Iran, und Ruslan Aschuraliew, UdSSR;
- 1974, 3. Platz, Turnier in Klippan, GR, We, hinter Schamil Chisamutdinow, UdSSR, und Stanilaw Krzesinski und vor Anatoli Bykow, UdSSR;
- 1974, 2. Platz, Großer Preis der BRD in Bad Reichenhall, GR, We, hinter Klaus-Peter Göpfert und vor Werner Schröter und Andrzej Franas, Polen;
- 1974, 1. Platz, Nordische Meisterschaft, GR, We, vor Veikko Lavonen, Finnland, und B. Jensen, Norwegen;
- 1974, 8. Platz, EM in Madrid, GR, We, mit einem Sieg über Adrian Florin Popa, einem Unentschieden gegen Mihály Toma, Ungarn, und einer Niederlage gegen Vojislav Tabacki;
- 1974, 7. Platz, EM in Madrid, F, We, mit Siegen über Enrique Burgals, Spanien, Jozsef Rusznyak, Ungarn, Emilian Christian, Rumänien, und Adolf Seger und einer Niederlage gegen Jantscho Pawlow;
- 1974, 5. Platz, WM in Kattowitz, GR, We, mit Siegen über Iwan Kolew und Abdul Rahim Ali Tannehill und Niederlagen gegen Iosif Berischwili, UdSSR, und Vitešlav Macha;
- 1975, 2. Platz, Turnier in Klippan, GR, We, hinter Wladimir Zemkow, UdSSR, und vor Veikko Lavonen, Kurt Gansserich, BRD, Jantscho Schopow, Bulgarien, und Hannu Yli-Ysotalo, Finnland;
- 1975, 1. Platz, Turnier in Västerås, GR, We, vor Andrzej Franas und Anders Pettersson, Schweden;
- 1975, 1. Platz, Vorolympisches Turnier in Montreal, GR, We, vor Jacques Van Lancker, Belgien, und Ida Berto Reyna, Kuba;
- 1975, 1. Platz, EM in Ludwigshafen am Rhein, GR, We, mit Siegen über Johann Kiss, Österreich, Kurt Gansserich, Wladimir Zemkow, Vitezšlav Macha, Iwan Kolew, Mihály Toma, Ungarn, und Klaus-Peter Göpfert;
- 1975, 9. Platz, EM in Ludwigshafen am Rhein, F, We, nach Niederlagen gegen Pawel Pinigin, UdSSR, und Fred Hempel, DDR;
- 1975, 7. Platz, WM in Minsk, GR, We, ömit einem Sieg über Mohammad Dalirian, Iran, und Niederlagen gegen Vitešlav Macha und Vojislav Tabacki;
- 1975, unpl., WM in Minsk, F, We, nach einem Sieg über Rogelio Leanos, Mexiko, und einer Niederlage gegen Jantscho Pawlow, Aufgabe wegen Verletzung;
- 1976, 7. Platz, OS in Montreal, GR, We, mit Siegen über Johann Kiss und Yasuo Nagatomo, Japan, und Niederlagen gegen Gheorghe Ciobotaru, Rumänien, und Klaus-Peter Göpfert;
- 1976, 10. Platz, OS in Montreal, F, We, mit einem Sieg über Bruce Akers, Australien, und Niederlagen gegen Fred Hempel und Stanley Dziedzic, USA;
- 1977, 1. Platz, Turnier in Klippan, GR, We, vor Lennart Lundell, Schweden, und Wladimir Zemkow;
- 1977, 1. Platz, Turnier in Helsinki, GR, We, vor Mikko Huhtala, Finnland, und Karl-Heinz Helbing, BRD